# Heilig Hartbeeld (Baardwijk)
Het Heilig Hartbeeld is een standbeeld in de Nederlandse plaats Baardwijk, in de provincie Noord-Brabant.

## Achtergrond
Het Heilig Hartbeeld bij de Sint-Clemenskerk werd gemaakt door Jan Custers in 1925 en mogelijk geplaatst in verband met het zilveren priesterjubileum van pastoor Adrianus Josephus Maria van Erp (1876-1943).

## Beschrijving
Het beeld is een stenen, staande Christusfiguur in gedrapeerd gewaad. Hij houdt zijn rechterhand omhoog in een zegenend gebaar met geheven wijsvinger en middelvinger. Zijn linkerhand wijst naar het Heilig Hart, omwonden door een doornenkroon, op zijn borst. Het beeld is geplaatst op een zandlopervormige sokkel.